# Euphorbia trancapatae
Euphorbia trancapatae är en törelväxtart som först beskrevs av Léon Camille Marius Croizat, och fick sitt nu gällande namn av James Francis Macbride. Euphorbia trancapatae ingår i släktet törlar, och familjen törelväxter.
Artens utbredningsområde är Peru. Inga underarter finns listade i Catalogue of Life.